# エラ・ホームズ・ホワイト
エラ・ホームズ・ホワイト（英語: Ella Holmes White、1856年12月18日 - 1942年1月31日）は、タイタニック号の一等船客。同船の沈没事故から生還を果たした一人である。

## 生涯
エラ・ベルタ・ホームズは1856年12月18日にアメリカ合衆国のニューヨークで、エドウィン・ホームズとエリザ・アン・リチャードソンとの間に生まれた。彼女には2人の兄弟姉妹がいる。ホームズは後にブライアクリフマナーへ移り、しばらくは高級リゾートであるブライアクリフ・ロッジに滞在していた（彼女はオーク・ルームに入居している）。また、ニューヨークへ戻った時にはウォルドルフ＝アストリアやプラザホテルなどを利用していた。
1894年12月12日、ホームズはジョン・ステュアート・ホワイトと結婚した。しかし、ホワイト自身は結婚からわずか3年後の1897年5月19日に死去している。以降、彼女は再婚せず、亡くなるまでピアノ教師のマリー・グライス・ヤングと生活していた。ヤングの教え子にはセオドア・ルーズベルトの子供も含まれている。
エラ・ホームズ・ホワイトは1942年1月31日に、プラザホテル滞在中に死去した。彼女はヤングに自身の私有物や生涯不動産権を遺した。これによって彼女は月250ドル（2017年の3,744ドル相当、日本円にして約42万円）の収入を得ることが出来た。歴史家のジョナサン・ネッド・カッツは、ホームズがヤングと非常に親密な関係を築いていた可能性を示唆している 。

## タイタニック号
エラ・ホームズ・ホワイトは、メイドのアメリア・ビセットと使用人のサンテ・リギーニを連れ立って1912年4月10日にシェルブールからタイタニック号に乗船した。航行中、彼女は一等船室をマリー・グライス・ヤングと共同で使用していた。また、彼女たちはフランス産の鶏とともに乗船しており、ニューヨークに戻ってから育てるつもりだった。4月14日の午後11時40分、北大西洋を航行中だったタイタニック号は氷山と接触した。ホワイトとメイドのアメリアは8号ボートで生還したが、使用人のサンテは事故により犠牲となっている。事故後、彼女はアメリカ上院査問会において、タイタニック号が沈没する前に船体が二つに折れたことを証言した。